# Подгорное (Амурская область)
Подгорное — упразднённое село в Белогорском районе Амурской области России. Исключено из учётных данных в 1980 году.

## География
Село располагалось в вершине безымянного лога, на расстоянии примерно 1,8 километра (по прямой) к северо-востоку от села Амурское.

## История
Село основано в 1929 году в качестве второго отделения вновь созданного совхоза «Амурский».
Решением Исполнительного комитета Амурского областного Совета народных депутатов от 27 июля 1966 г. № 453 зарегистрирован и присвоено наименование населённому пункту 2-е отделение Амурского совхоза — село Подгорное.
Решением Амурского исполкома от 27 мая 1980 года № 255, село Подгорное исключено из учётных данных как несуществующее.